# Maria Laura Rocca
Pour les articles homonymes, voir Rocca et Terracini.
Maria Laura Rocca, née Maria Laura Gayno le 5 octobre 1917 à Pasian di Prato dans la région du Frioul-Vénétie Julienne et morte le 6 mai 1999 à Rome dans la région du Latium en Italie, est une actrice, scénariste et romancière italienne. Elle a été créditée au cinéma sous les noms de Maria Laura Rocca, Laura Rocca, Maria Luisa Rocca et Manuela Kent, comme scénariste sous le nom de Mary Eller et comme romancière sous le nom de Laura Rocca Terracini.

## Biographie
Maria Laura Rocca naît à Pasian di Prato dans la région du Frioul-Vénétie Julienne en 1917. Elle grandit dans le quartier de Pegli dans la ville de Gênes. Elle débute comme actrice de théâtre et suit notamment les cours de l'actrice Teresa Franchini avant de travailler avec le metteur en scène Lamberto Picasso à Rome.
Elle débute au cinéma en 1950 dans la comédie Totò cherche une épouse de Carlo Ludovico Bragaglia. Au cours des années suivantes, elle obtient plusieurs rôles secondaires. Elle est ainsi l'amante de Pietro Tordi dans le drame Achtung! Banditi! de Carlo Lizzani en 1951, joue dans le premier film de Leonardo Cortese, le drame Violence charnelle (Art. 519 codice penale) en 1952, apparaît dans le drame napolitain Disonorata (senza colpa) de Giorgio Walter Chili aux côtés de Milly Vitale et Alberto Farnese en 1953 et tourne dans des films de Mario Costa, Giorgio Simonelli, Glauco Pellegrini et Steno.
En 1959, elle écrit le roman Cina senza muraglia qui contient une lettre de l'écrivain et critique littéraire Francesco Flora (it).
Dans les années 1960, elle obtient à nouveau plusieurs rôles secondaires au cinéma. Elle apparaît notamment dans plusieurs péplums, comme Hercule contre les mercenaires (L'ultimo gladiatore) d'Umberto Lenzi, Les Derniers Jours d'un empire (Il Crollo di Roma) d'Antonio Margheriti ou La Colère d'Achille de Marino Girolami, prend part au film biographique Vénus impériale (Venere imperiale) de Jean Delannoy consacré à la sœur de Napoléon Ier, Pauline Bonaparte et tient l'un des premiers rôles du film d'espionnage Du grisbi au Caire (La sfinge sorride prima di morire - Stop Londra) de Duccio Tessari. En 1966, elle joue pour la dernière fois au cinéma dans le musicarello Te lo leggo negli occhi de Camillo Mastrocinque.
En 1970, elle participe à l'écriture du scénario de la comédie fantastique L'Insaisissable Monsieur Invisible (L'inafferrabile invincibile Mr. Invisibile) d'Anthony M. Dawson qui s'inspire librement du personnage du roman L'Homme invisible (The invisible man) d'H. G. Wells.
Elle a été mariée au colonel Giuseppe Bisazza en 1937. Après un divorce, elle se remarie avec l'homme politique Umberto Terracini en 1948.
Elle décède à Rome en 1999 à l'âge de 81 ans.

## Filmographie

### Comme actrice

#### Au cinéma
- 1950 : Totò cherche une épouse (Totò cerca moglie) de Carlo Ludovico Bragaglia
- 1951 : Achtung! Banditi! de Carlo Lizzani
- 1952 : Violence charnelle (Art. 519 codice penale) de Leonardo Cortese
- 1953 : Disonorata (senza colpa) de Giorgio Walter Chili
- 1953 : Dans les faubourgs de la ville (Ai margini della metropoli) de Carlo Lizzani
- 1953 : Per salvarti ho peccato de Mario Costa
- 1954 : Canzone d'amore de Giorgio Simonelli
- 1956 : Una pelliccia di visone de Glauco Pellegrini
- 1959 : Caterina Sforza, la leonessa di Romagna de Giorgio Walter Chili
- 1959 : Les temps sont durs pour les vampires (Tempi duri per i vampiri) de Steno
- 1960 : L'Inassouvie (Un amore a Roma) de Dino Risi
- 1961 : Traqués par la Gestapo (L'oro di Roma) de Carlo Lizzani
- 1962 : La Colère d'Achille (L'ira di Achille) de Marino Girolami
- 1963 : Vénus impériale (Venere imperiale) de Jean Delannoy
- 1963 : Les Derniers Jours d'un empire (Il Crollo di Roma) de Antonio Margheriti
- 1964 : Hercule contre les mercenaires (L'ultimo gladiatore) d'Umberto Lenzi
- 1964 : Du grisbi au Caire (La sfinge sorride prima di morire - Stop Londra) de Duccio Tessari
- 1964 : Filles et Garçons (Oltraggio al pudore) de Silvio Amadio
- 1965 : Lo scippo de Nando Cicero
- 1965 : L'uomo di Toledo (ou La Muerte se llama Myriam) d'Eugenio Martín
- 1966 : Te lo leggo negli occhi de Camillo Mastrocinque

### Comme scénariste
- 1970 : L'Insaisissable Monsieur Invisible (L'inafferrabile invincibile Mr. Invisibile) d'Anthony M. Dawson

## Œuvre
- Cina senza muraglia (1959, avec une lettre de Francesco Flora (it))
- L'inafferabile Mister Invisibile, illustrations de Cesare Bertuzzi (1970)

## Sources
- (it) Roberto Poppi et Enrico Lancia, Le attrici, Rome, Gremesse, 2003 (ISBN 88-8440-214-X), p. 311-312.
- (en) Roy Kinnard et Tony Crnkovich, Italian Sword and Sandal Films, 1908–1990, Jefferson, McFarland, 2017, 256 p. (ISBN 978-1-4766-6291-6, lire en ligne).